# OpenShot Video Editor
OpenShot Video Editor is opensource-videobewerkingssoftware voor Windows, Linux en macOS. OpenShot maakt gebruik van Python, GTK+ en het MLT-framework en wordt vrijgegeven onder de GPL. Het project werd gestart in 2008 door Jonathan Thomas met het doel een stabiele en eenvoudige videobewerker voor Linux te maken. OpenShot integreert met de GNOME-desktopomgeving door ondersteuning van slepen en neerzetten en maakt gebruik van FFmpeg waardoor er vele bestandsformaten ondersteund worden.

## Versiegeschiedenis
Versie 1.4 werd uitgebracht op 23 september 2011. Versie 1.4.1 volgde op 30 januari 2012, die op zijn beurt weer opgevolgd werd door versie 1.4.2 op 5 februari 2012. Versie 1.4.3 werd uitgebracht op 1 oktober 2012.
Meest recente versie is 3.2.1 van 11 juli 2024

## Functies
- 3D-geanimeerde titels
- Titelsjablonen
- Slepen-en-neerzetten van bepaalde items